# Cerkiew św. Mikołaja w Chełmie
Cerkiew św. Mikołaja w Chełmie – unicka, a następnie prawosławna cerkiew przy unickim seminarium duchownym w Chełmie.
Obiekt reprezentuje styl barokowy. Został wzniesiony w latach 1711-1730 lub około 1721. Cerkiew stanowiła część kompleksu budynków unickiego seminarium duchownego w Chełmie. Po jego likwidacji w 1875 i ulokowaniu w zabudowania pounickich seminarium prawosławnego świątynia stała się kaplicą przy tejże szkole. Następnie służyła jako kaplica katolicka, zaś współcześnie jako jeden z obiektów Muzeum Okręgowego w Chełmie.